# Sforza Maria Sforza
Sforza Maria Sforza, duca di Bari (Vigevano, 18 agosto 1451 – Varese Ligure, 28 luglio 1479), era figlio del duca di Milano Francesco Sforza e Bianca Maria Visconti.

## Biografia
Nel 1464 Ferdinando I di Napoli detto Ferrante, (1432-1494) gli fece dono del ducato di Bari e nel 1465 sposò Eleonora d'Aragona, figlia del re di Napoli Ferdinando e Isabella di Chiaromonte, ma il matrimonio non venne mai consumato. Per via sia della giovane età dello sposo sia di alcuni questioni politiche, le clausole del contratto di nozze prevedevano infatti che il matrimonio non venisse consumato prima che a Sforza Maria venisse ratificato il titolo di duca di Bari e ad Eleonora venisse assegnata una città del ducato di Milano.
Quando il padre morì nel 1466 il ducato di Milano passò al fratello maggiore Galeazzo Maria Sforza, la cui politica filofiorentina, suggerita dal segretario Cicco Simonetta, fu malvista dai fratelli. Il nuovo duca li mandò quindi in esilio.
Sempre quando venne a morte il duca Francesco Sforza, il padre di Eleonora, Ferrante, mutò radicalmente politica, non trovandosi in buoni termini col suo successore Galeazzo Maria Sforza. Quest'ultimo infatti non solo rifiutò di dare altra città ad Eleonora all'infuori di Tortona, ma pretese anche che la sposa fosse immediatamente inviata a Milano, richiesta alla quale Ferrante non fu disposto a soggiacere.
Egli conosceva infatti la pessima fama di Galeazzo, noto per essere uomo crudelissimo e dalla sfrenata lussuria, e perciò non volle mandare Eleonora presso di lui, temendo che sarebbe stata "ad discretione sua" e che Galeazzo l'avrebbe trattata "assai pegio" di quanto non fosse solito maltrattare la propria stessa madre Bianca Maria.
L'ambasciatore napoletano presso gli Sforza, Turco Cincinello, avanzò anche la proposta che Eleonora sposasse lo stesso Galeazzo invece di Sforza Maria, ma Ferrante non ne volle sapere nulla e nel 1472 si giunse all'annullamento. Nonostante le vive proteste di Sforza Maria, che non voleva rinunciare alla sposa, Galeazzo impose la propria volontà al fratello minore e accettò lo scioglimento delle nozze in cambio di una nuova promessa di matrimonio fra il proprio figlio Gian Galeazzo e la nipote di Ferrante Isabella.
Nell'autunno del 1476, insieme al fratello Ludovico detto il Moro, cui era molto legato, Sforza Maria partì alla volta della Francia, o per propria volontà (come asseriscono alcune fonti, fra cui le dichiarazioni ufficiali) o essendo stati entrambi esiliati dal duca Galeazzo Maria, il quale avrebbe sospettato un qualche complotto ai propri danni. Pochi mesi dopo, il 26 dicembre 1476, Galeazzo Maria morì assassinato alle porte di una chiesa per mano di alcuni congiurati. Ricevuta la notizia della sua morte, i due fratelli si affrettarono a rientrare a Milano.
A Galeazzo successe il figlio bambino, Gian Galeazzo, sotto la reggenza della sua vedova Bona di Savoia. Si aprì così una lotta per il potere che vedeva contrapposti Sforza Maria e i suoi fratelli da una parte e Bona e il potentissimo segretario Cicco Simonetta dall'altra. I fratelli Sforza si organizzarono militarmente affidandosi al condottiero Roberto di San Severino, nipote di Francesco Sforza, ma la cognata Bona e suo figlio avevano dalla loro parte l'appoggio del popolo.
Sconfitti, tutti i fratelli Sforza (tranne Filippo che non aveva preso parte alla lotta), furono condannati all'esilio. Solo il più giovane Ottaviano Maria Sforza tentò una fuga ma morì annegato nelle acque dell'Adda, in quel periodo in piena. Dopo aver preso la strada dell'esilio, i tre fratelli sostarono per qualche giorno a Ferrara, ospiti del duca Ercole I d'Este in Palazzo Schifanoia. Annotando questa breve visita, con queste poche parole il cronista ferrarese Girolamo Ferrarini descrisse Sforza Maria: "lo primo è lo duca de Bari, qual è homo groso et molto graso", in netto contrasto con l'altro fratello Ludovico, il quale era invece "di aspecto signorille et bello, licet sia bruno in volto".
Sforza Maria si rifugiò a Bari e insieme a Ludovico continuò a complottare ai danni della cognata, per riuscire ad ottenere la reggenza del nipote, mentre l'altro fratello Ascanio preferì tirarsene fuori.
Con l'appoggio armato di Ferdinando I di Napoli si riunì a La Spezia con il fratello Ludovico, ma il 28 luglio 1479 morì presso Varese Ligure, si disse per la "soverchia pinguedine" o per polmonite, oppure, secondo altri, per un avvelenamento perpetrato da Cicco Simonetta.  La lotta fu continuata dal solo Ludovico che ereditò per volere di Ferdinando I il titolo di duca di Bari e riuscì alla fine a divenire duca di Milano nel 1494.

## Ascendenza
|                        |                        |                      | Genitori           |  |  | Nonni |  |  | Bisnonni           |  |  | Trisnonni         |  |
|                        |                        |                      |                    |  |  |       |  |  | Giovanni Attendolo |  |  | Giacomo Attendolo |  |
|                        |                        |                      |                    |  |  |       |  |  | Giovanni Attendolo |  |  | Giacomo Attendolo |  |
|                        |                        | …                    |                    |  |  |       |  |  | Giovanni Attendolo |  |  |                   |  |
| Giacomo Attendolo      |                        |                      |                    |  |  |       |  |  | Giovanni Attendolo |  |  |                   |  |
|                        |                        | Elisa Petraccini     | Ugolino Petraccini |  |  |       |  |  |                    |  |  |                   |  |
|                        |                        | Elisa Petraccini     | Ugolino Petraccini |  |  |       |  |  |                    |  |  |                   |  |
|                        |                        | Elisa Petraccini     | …                  |  |  |       |  |  |                    |  |  |                   |  |
| Francesco I Sforza     |                        | Elisa Petraccini     |                    |  |  |       |  |  |                    |  |  |                   |  |
|                        |                        | …                    | …                  |  |  |       |  |  |                    |  |  |                   |  |
|                        |                        | …                    | …                  |  |  |       |  |  |                    |  |  |                   |  |
|                        |                        | …                    | …                  |  |  |       |  |  |                    |  |  |                   |  |
| Lucia Terzani          |                        | …                    |                    |  |  |       |  |  |                    |  |  |                   |  |
|                        |                        | …                    | …                  |  |  |       |  |  |                    |  |  |                   |  |
|                        |                        | …                    | …                  |  |  |       |  |  |                    |  |  |                   |  |
|                        |                        | …                    | …                  |  |  |       |  |  |                    |  |  |                   |  |
| Sforza Maria Sforza    |                        | …                    |                    |  |  |       |  |  |                    |  |  |                   |  |
|                        | Gian Galeazzo Visconti | Galeazzo II Visconti |                    |  |  |       |  |  |                    |  |  |                   |  |
|                        | Gian Galeazzo Visconti | Galeazzo II Visconti |                    |  |  |       |  |  |                    |  |  |                   |  |
|                        | Gian Galeazzo Visconti | Bianca di Savoia     |                    |  |  |       |  |  |                    |  |  |                   |  |
| Filippo Maria Visconti | Gian Galeazzo Visconti |                      |                    |  |  |       |  |  |                    |  |  |                   |  |
|                        |                        | Caterina Visconti    | Bernabò Visconti   |  |  |       |  |  |                    |  |  |                   |  |
|                        |                        | Caterina Visconti    | Bernabò Visconti   |  |  |       |  |  |                    |  |  |                   |  |
|                        |                        | Caterina Visconti    | Regina della Scala |  |  |       |  |  |                    |  |  |                   |  |
| Bianca Maria Visconti  |                        | Caterina Visconti    |                    |  |  |       |  |  |                    |  |  |                   |  |
|                        |                        | Ambrogio del Maino   | …                  |  |  |       |  |  |                    |  |  |                   |  |
|                        |                        | Ambrogio del Maino   | …                  |  |  |       |  |  |                    |  |  |                   |  |
|                        |                        | Ambrogio del Maino   | …                  |  |  |       |  |  |                    |  |  |                   |  |
| Agnese del Maino       |                        | Ambrogio del Maino   |                    |  |  |       |  |  |                    |  |  |                   |  |
|                        |                        | ?...Negri            | …                  |  |  |       |  |  |                    |  |  |                   |  |
|                        |                        | ?...Negri            | …                  |  |  |       |  |  |                    |  |  |                   |  |
|                        |                        | ?...Negri            | …                  |  |  |       |  |  |                    |  |  |                   |  |
|                        |                        | ?...Negri            |                    |  |  |       |  |  |                    |  |  |                   |  |